# Ivar Ragnarsson
Ivar Ragnarsson, también conocido como  Ivar el Deshuesado (en nórdico antiguo Ívarr inn Beinlausi) (787-873? u 878), era un caudillo escandinavo durante la Era vikinga con reputación de berserker. Ivar Ragnarsson era uno de los hijos de Ragnar Lodbrok, quien junto con sus hermanos Halfdan y Ubbe dirigieron el gran ejército pagano.

## Biografía

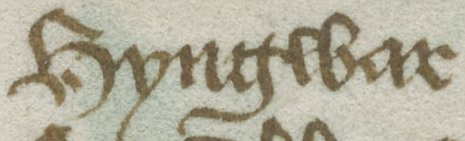
“Hyngwar”, nombre de Ivar en un manuscrito del.

A finales del siglo IX se decía que «el más cruel de ellos era Ivar, hijo de Lodbrok, que en cualquier lugar torturaba a los cristianos hasta la muerte», siendo caudillo de un área que comprende partes de la moderna Dinamarca y Suecia.
El origen del apodo no es seguro. "Ivarr beinlausi" podría traducirse a "Ivar sin piernas", pero "beinlausi" también podría ser traducido como "sin huesos", ya que "hueso" y "pierna" se traduce en la misma palabra, "ben", en danés. Varias de las sagas lo describen como carente de piernas / huesos,

### Gran ejército pagano
En otoño de 865, junto con sus hermanos, acaudilló el gran ejército pagano en la invasión de Inglaterra desde la costa de Anglia Oriental. Su primer asentamiento fue rápido y militarmente respondido por los anglos orientales. Al año siguiente, Ivar llevó a su ejército por tierra hacia el norte y conquistó fácilmente York (los daneses la llamaban Jorvik), ya que los habitantes de Northumbria estaban en aquel tiempo inmersos en una guerra civil.
Ivar y sus daneses consiguieron mantener bajo su poder York contra los vanos intentos de liberar la ciudad en 867.
A Ivar se le atribuye el asesinato del rey de Anglia Oriental Edmundo Mártir en el año 869. La primera referencia de la historia procede de la pasión del rey Edmundo de manos de Abón de Fleury y la adaptación en inglés antiguo de Aelfrico de Eynsham. Por las citas, sabemos que el rey Edmundo se negó al vasallaje bajo dominio pagano y fue ejecutado de forma similar a San Sebastián. La fuente más fiable habla de que fue atado a un árbol y los vikingos le acribillaron con flechas hasta la muerte. Otras fuentes hablan de que fue ejecutado en el altar de una iglesia, posiblemente con el ritual del águila de sangre. Ivar y Ubbe fueron identificados como los comandantes de los Daneses y los asesinos de Edmundo, y es desconocido si Halfdan también formó parte.
En algún momento de 869 Ivar comandó el gran ejército pagano de los daneses en Inglaterra con sus hermanos Halfdan y Ubbe. Parece que incluso emigró a Dublín (o según otras fuentes regresó de Irlanda tras gobernar un periodo de tiempo).

### Uí Ímair
A Ivar se le atribuye la fundación de la Casa de Ivar o Uí Ímair, una dinastía que desde mediados del siglo IX hasta el siglo X gobernó Northumbria desde la capital de York (Jórvik) y dominó la región del Mar de Irlanda desde el reino de Dublín.
Sus presuntos descendientes, la Casa de Godred Crovan, gobernaron como reyes de Mann y otros territorios vikingos de las Islas del Norte desde el siglo XI hasta el XIII, aunque actuaron como vasallos de los reyes de Noruega la mayor parte del tiempo.

### Muerte
Ivar desaparece de todos los registros históricos en el año 870. Su último destino es incierto, aunque se supone que Ivar es el mismo Ímar, el primer rey de la dinastía de los Uí Ímair, cuya muerte se cita en los Anales de Ulster en 873:

Ímar, rey de los hombres del norte y toda Irlanda y Bretaña, terminó su vida.

La muerte de Ímar también se encuentra en los Anales fragmentarios de Irlanda en el año 873:

El rey de Lochlainn, Godofredo, murió de una horrible enfermedad repentina. Así complació a Dios.

La identificación de Godofredo como rey de Lochlainn se añadió por un copista en el siglo XVII. En el manuscrito original del siglo XI simplemente se cita al "righ Lochlann" (rey de Lochlann), que se puede referir más concretamente a Ímar, cuya muerte no se menciona en los anales fragmentados. Sobre la muerte del rey, citado expresamente como horrible y repentina, no se menciona en ninguna otra fuente, siendo una forma del nórdico antiguo para definir una enfermedad desconocida que le postró incapacitado para el resto de sus días; de todas formas, las enfermedades horribles y repentinas eran la causa más común de mortalidad en el siglo IX.
También la crónica anglosajona hace mención de su muerte alrededor del año 878:

Y en el invierno de este mismo año Ivar y Halfdan desembarcaron en Wessex, en Devonshire, con 23 barcos, y allí fue muerto, y 840 hombres de su ejército con él. También se tomó la bandera de guerra (guðfani), que ellos llamaban "Cuervo".
Crónica anglosajona